# E-Fuel

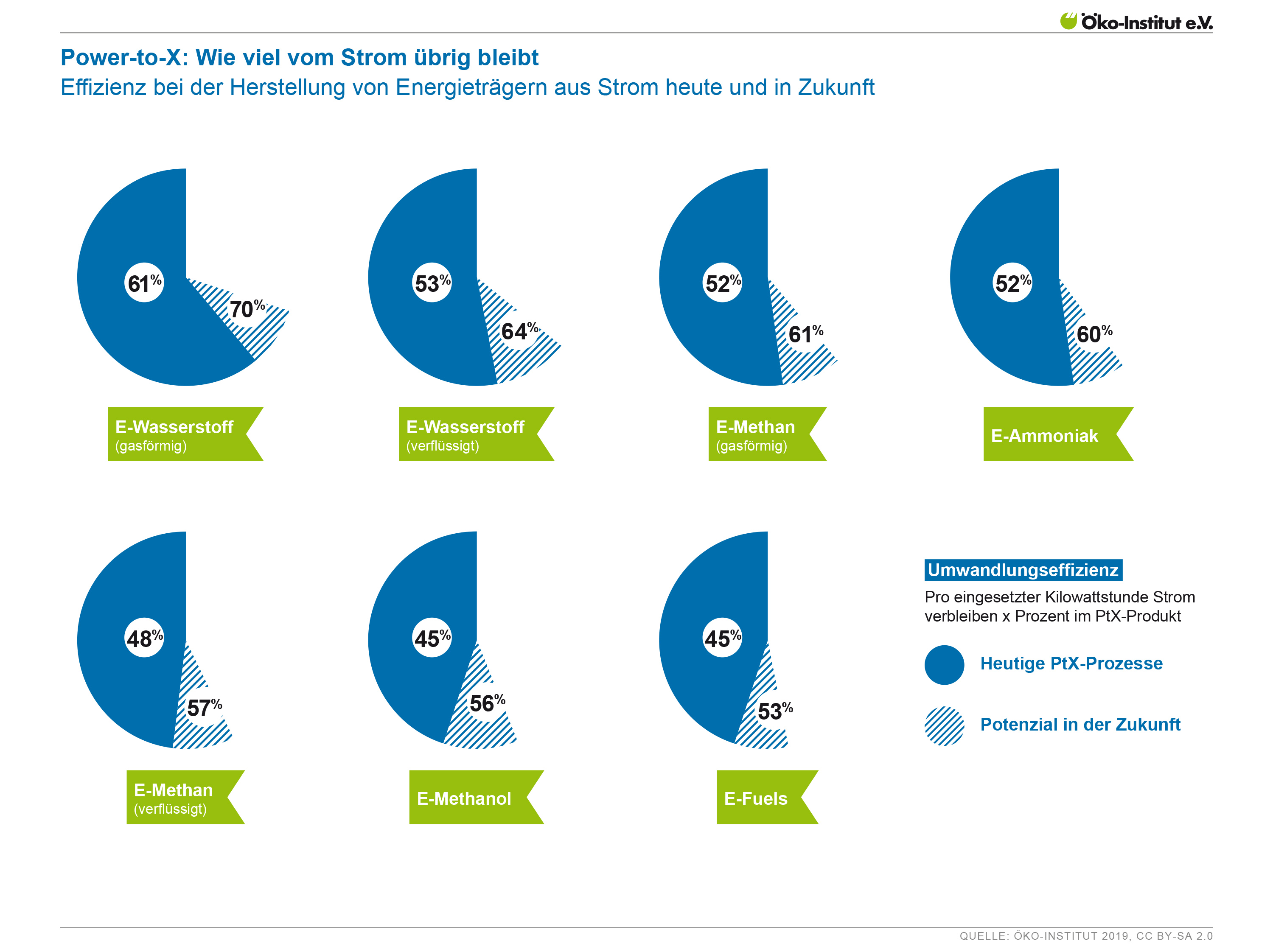
Energieeffizienz bei der Herstellung verschiedener strombasierter Energieträger, u. a. E-Fuels. Verluste beim Verbrauch in Endanwendungen wie Kraftfahrzeugen u. ä. nicht berücksichtigt

Als E-Fuel (von englisch electrofuel, auch als Synfuels oder strombasierte synthetische Kraftstoffe bezeichnet) werden synthetische Kraftstoffe bezeichnet, die mittels elektrischer Energie aus Wasser und Kohlenstoffdioxid (CO2) hergestellt werden. Dieser Prozess wird als Power-to-Fuel bezeichnet.
Da bei der Herstellung und Nutzung von E-Fuels mehrere verlustintensive Umwandlungsstufen durchlaufen werden müssen, ist die Energiebilanz beim Einsatz von E-Fuels grundsätzlich schlechter als bei anderen Antriebsarten – insbesondere im Vergleich zur Elektromobilität. Die Klimaschutzwirkung hängt darüber hinaus stark vom für die Herstellung verwendeten Strommix ab. Wird der Strom zur Erzeugung der E-Fuels vollständig aus erneuerbaren Quellen oder Nuklearenergie gewonnen, und das zur Herstellung notwendige CO2 aus der Atmosphäre bzw. aus nachhaltig gewonnener Biomasse entnommen, können mittels E-Fuels Verbrennungsmotoren klimaneutral betrieben werden. Bereits geringe Anteile fossilen Stroms verschlechtern die Klimabilanz jedoch erheblich, bei größeren Anteilen fossilen Stroms übersteigen die Emissionen von E-Fuels diejenigen von fossilen Brennstoffen um ein Mehrfaches.
Bei der Verbrennung werden Stickoxide, Kohlenmonoxid und Kohlenwasserstoffe in nahezu identischen Mengen wie bei vergleichbaren Treibstoffen aus Erdöl oder Biomasse freigesetzt.
Aufgrund der hohen chemischen Reinheit der synthetischen Kraftstoffe erfolgt bei der Verbrennung eine geringere Rußfreisetzung. Sie können alternativ zur Verwendung in Wärmekraftmaschinen wie dem Verbrennungsmotor auch in Brennstoffzellen zu reinem Kohlenstoffdioxid und Wasser reagieren, so dass das freigegebene Kohlenstoffdioxid sich in einem Kreislauf befinden kann.

## Definitionen
Der Begriff E-Fuels ist rechtlich nicht klar definiert. Häufig sind mit E-Fuels synthetische Kraftstoffe gemeint, welche mittels Strom aus Wasser und CO2 hergestellt werden. Jedoch können E-Fuels auch kohlenstofffrei sein, z. B. in Form von reinem Wasserstoff oder Ammoniak. Die Stromerzeugung wird manchmal noch enger gefasst, indem zur Herstellung nur Strom aus erneuerbaren Quellen verwendet werden soll. Den vorgenannten Ergänzungen entspricht der Vorschlag eines Teams mehrerer Institute, E-Fuels als „klimaneutrale Kraftstoffe, die durch die Speicherung elektrischer Energie aus erneuerbaren Quellen in den chemischen Bindungen flüssiger oder gasförmiger Kraftstoffe hergestellt werden“ zu definieren. Als nachhaltige Energiequelle kann auch Atomstrom Berücksichtigung finden. Teilweise soll für E-Fuels nur aus der Luft abgeschiedener Kohlenstoff verwendet werden.

## Bezeichnungen
E-Fuels werden in der Fachwelt häufig auch Synfuels oder strombasierte synthetische Kraftstoffe genannt.
In der Öffentlichkeit wird teils auch der Begriff E-Sprit genutzt. Je nach erzeugtem Kraftstoff spricht man z. B. von E-Dieselkraftstoff, e-Methanol o. ä. Gasförmige Brennstoffe werden durch Power-to-Gas-Technik (Strom zu Gas) erzeugt, flüssige Brennstoffe durch Power-to-Liquid (Strom zu Flüssigkeit).

## Generelle Charakteristika
E-Fuels sind Kohlenwasserstoffe, die künstlich aus Wasserstoff und Kohlenstoffdioxid synthetisiert werden, wobei der Wasserstoff aus Elektrolyse von Wasser (Power-to-Gas-Prozess) und das Kohlenstoffdioxid durch Abscheidung mittels Carbon Capture and Utilization stammt. Für die Herstellung wird erst per Wind- oder Solarstrom mittels Elektrolyse Wasserstoff erzeugt und dieser anschließend in einem weiteren Schritt zu kohlenstoffhaltigen Verbindungen wie z. B. Methan oder flüssigen Kraftstoffen synthetisiert. Technisch kann dies auf zwei Wegen geschehen: Über Fischer-Tropsch-Synthese, wobei die dabei entstehenden Kohlenwasserstoffgemische anschließend in E-Benzin, E-Kerosin oder E-Diesel weiterverarbeitet werden, und über Methanolsynthese. Methanol kann direkt als Treibstoff verwendet werden, aber auch ebenfalls als Ausgangsprodukt für weitere Produkte wie Polyoxymethylendimethylether (OME) dienen.
E-Fuels sind somit keine Primärenergieträger, sondern Sekundärenergieträger. Sie ermöglichen es, mit Hilfe von elektrischer Energie Brennstoffe mit hoher Energiedichte, Speicher- und Transportfähigkeit sowie Verbrennungseigenschaften herzustellen, die aufgrund ihrer Eigenschaften und Vielseitigkeit diese theoretisch in allen möglichen Anwendungsgebieten ersetzen können. Zugleich werden die Schwierigkeiten im Umgang mit Wasserstoff vermieden.

## Wirkungsgrad

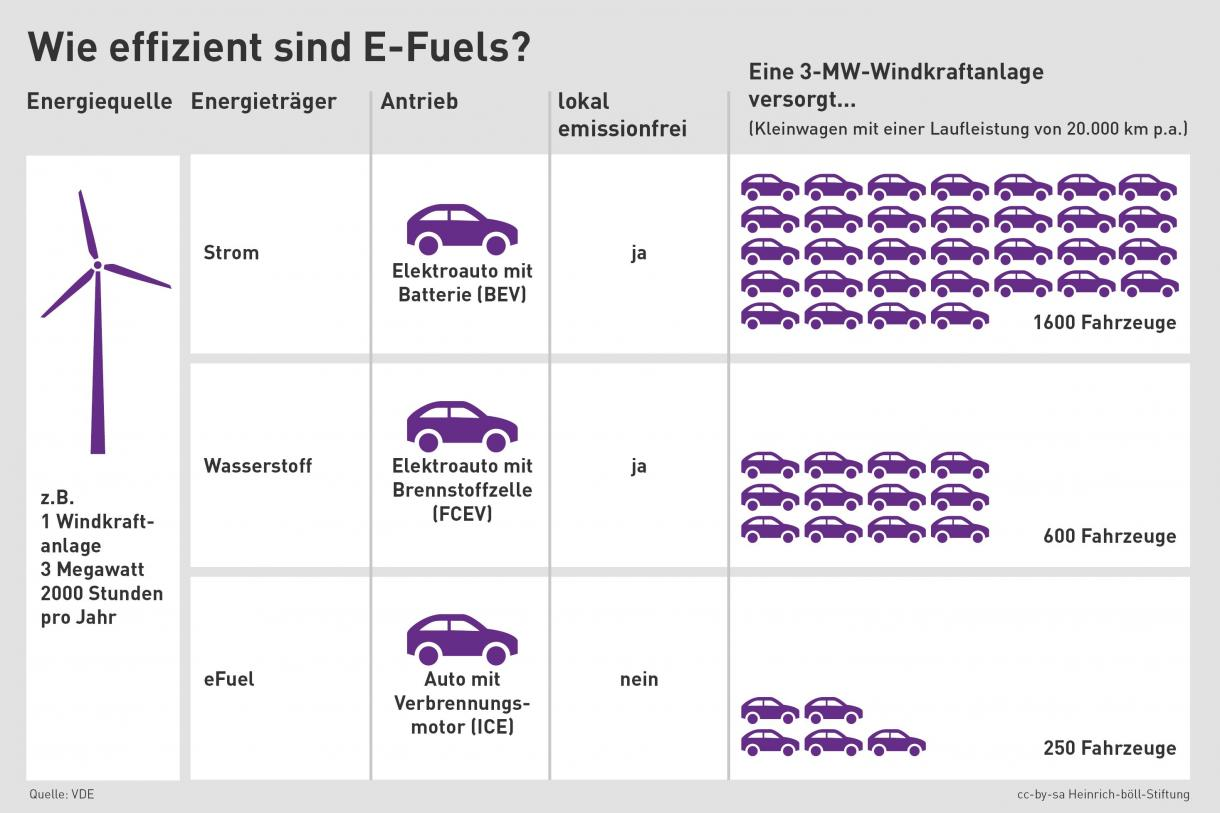
Autoantriebe im Vergleich

E-Fuels stellen eine Form der indirekten Elektrifizierung des Energiesystems dar und konkurrieren damit insbesondere mit der direkten Elektrifizierung von Endverbrauchern wie Elektroautos im Verkehrssektor oder Wärmepumpenheizungen im Wärmesektor. Da die Herstellung von E-Fuels im Gegensatz zur direkten Elektrifizierung von Endverbrauchern verlustintensiv ist, ist die Energieeffizienz von E-Fuels gering. Abhängig von der konkreten Anwendung werden nur etwa 10 bis 35 Prozent der eingesetzten elektrischen Energie in Nutzenergie gewandelt. Damit benötigt der Weg über E-Fuels wiederum abhängig vom jeweiligen Anwendungsgebiet zwischen zwei- und vierzehnmal so viel Strom wie bei einer direkten Elektrifizierung. Diese Verluste sind so hoch, dass sie sich auch nicht durch etwaige Effizienzgewinne kompensieren lassen, die sich durch E-Fuel-Importe aus Staaten mit besonders guten Bedingungen für die Ökostromerzeugung ergeben könnten.

### Verbrennerfahrzeug
Inklusive Gewinnung von Kohlenstoffdioxid aus der Luft gehen bei der Herstellung von E-Fuels etwa 60 Prozent der ursprünglich im Strom vorhandenen Energie verloren. Wird das E-Fuel anschließend in einem Verbrennungsmotor verbrannt, gehen wiederum etwa 70 Prozent der im E-Fuel gespeicherten Energie verloren. Bei Einsatz von E-Fuels in einem Auto mit Verbrennungsmotor werden also nur rund 10 Prozent der ursprünglich im Strom vorhandenen Energie für den Antrieb des Fahrzeuges genutzt. Damit benötigen mit E-Fuels betankte Autos pro Kilometer rund fünfmal so viel Energie wie ein batterieelektrisches E-Auto. Umgekehrt bedeutet dies, dass man im Elektroauto bei gleicher Energiemenge etwa fünfmal so weit kommt wie mit einem Verbrennerfahrzeug, das E-Fuels getankt hat. Dies hätte zur Folge, dass beim Einsatz von E-Fuels statt von E-Autos weitaus mehr Windkraftanlagen und Photovoltaikanlagen errichtet werden müssten, um den um ein Mehrfaches höheren Energiebedarf bei der E-Fuelherstellung decken zu können.

Sankey-Diagramm zur Veranschaulichung der unterschiedlichen Energieeffizienzen von E-Fuel-betriebenen Verbrenner-Pkw und batterieelektrischen Pkw mit und ohne saisonaler Zwischenspeicherung über synthetisches Methan

Selbst wenn saisonale und räumliche Schwankungen der erneuerbaren Stromproduktion eine Zwischenspeicherung der Energie in Form synthetischer Kohlenwasserstoffe erforderlich machen, ist es wesentlich energieeffizienter, batterieelektrische Fahrzeuge wenn nötig mit Strom zu laden, der aus synthetischem Methan gewonnen wurde (Power-to-Gas-to-Power), als verbrennungsmotorbetriebene Fahrzeuge mit E-Fuels zu betanken. Dies liegt sowohl am höheren elektrischen Wirkungsgrad von Gaskraftwerken verglichen mit Kfz-Verbrennungsmotoren, als auch daran, dass die Abwärme von Kraftwerken im Gegensatz zur Abwärme von Automotoren für Fernwärme genutzt werden kann. Die Umwandlungsverluste von elektrischem Strom über synthetisches Methan und neuerliche Stromerzeugung werden nur für jenen Teil des vom batterieelektrischen Fahrzeug verbrauchten Stroms wirksam, der nicht zu Zeiten aus dem Netz bezogen wird, in denen genügend Strom direkt aus erneuerbaren Quellen zur Verfügung steht. Beim mit E-Fuels betankten Verbrennungsmotorfahrzeug treten die Umwandlungsverluste von E-Fuel-Produktion und Verbrennungsmotor hingegen immer auf.

### Brennstoffzelle
2021 betrug der elektrische Gesamtwirkungsgrad für die Herstellung von e-Methanol unter Einsatz von Strom inklusive der nachfolgenden Energiewandlung in Elektrizität durch eine Brennstoffzelle etwa 21 bis 34 Prozent für e-Methanol aus direkt verfügbarem Kohlenstoffdioxid und etwa 18 bis 30 Prozent für mit Direct Air Capture gewonnenes e-Methanol. Wird die Abwärme der Methanolsynthese und der Brennstoffzellenanwendung genutzt, so kann ein Gesamtwirkungsgrad von 70 bis 80 Prozent erreicht werden (zur Wirkungsgradbetrachtung von e-Methanol siehe Artikel Methanolwirtschaft).

### Heizung
Noch größer sind die Unterschiede im Heizungssektor. So braucht eine E-Fuel-Heizung zwischen sechs- und vierzehnmal so viel Energie wie eine Wärmepumpenheizung.

## Umweltbilanz

### Klimaschutzwirkung

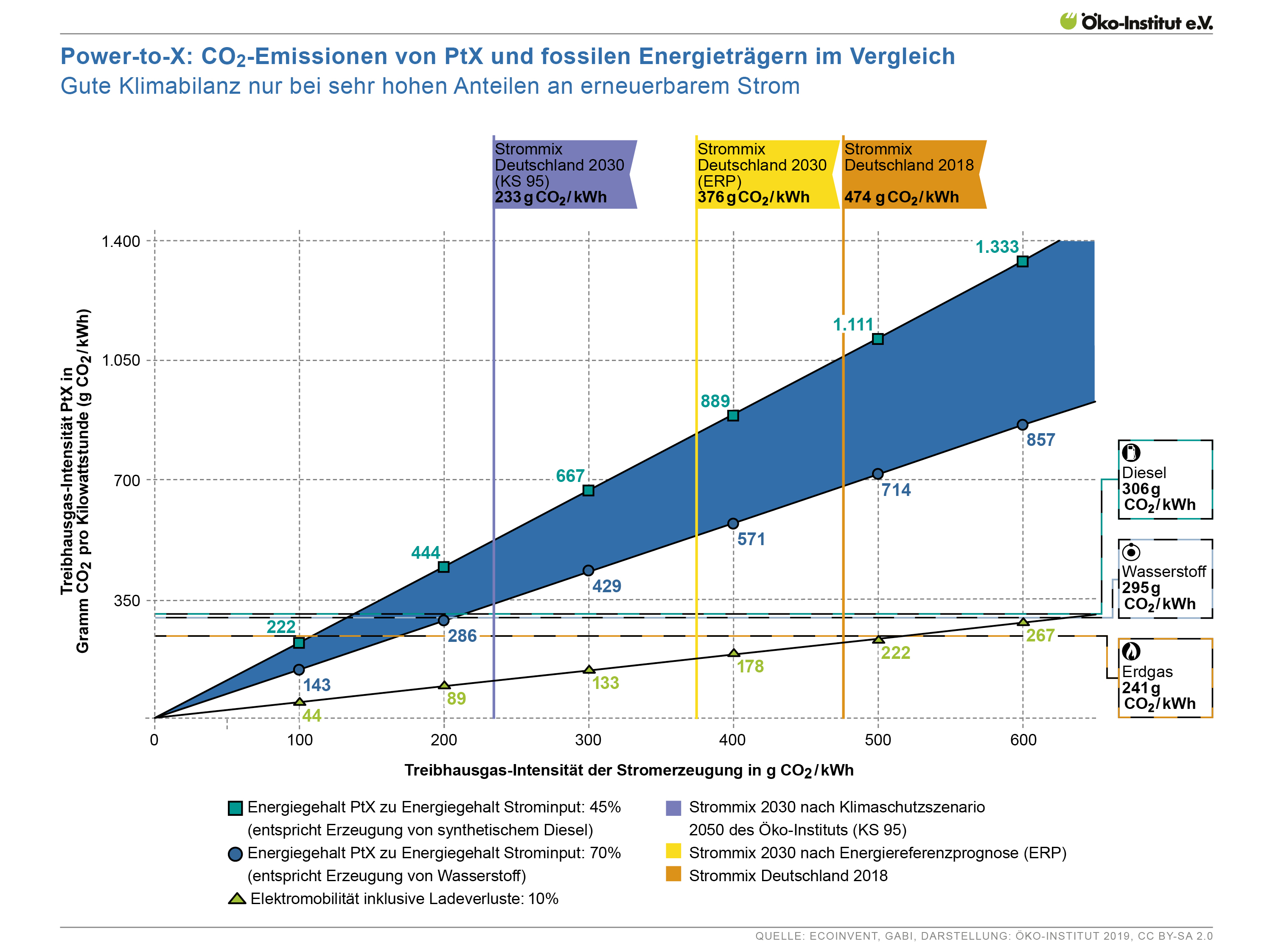
CO_{2}-Emissionen von PtX-Brennstoffen (u. a. synthetischem Diesel), E-Autos und fossilen Energieträgern im Vergleich abhängig vom Anteil fossiler Energieträger am Strommix

Ob E-Fuels einen Beitrag zum Klimaschutz liefern oder den Klimawandel weiter anheizen, hängt davon ab, wie CO2-intensiv der Strommix ist, der zur Herstellung von E-Fuels verwendet wird. Grundsätzlich können E-Fuels klimafreundliche Alternativen zu fossilen Brennstoffen darstellen; hierfür muss aber der Strom für ihre Herstellung nahezu ausschließlich aus erneuerbaren Energien stammen. Sollen E-Fuels z. B. im Transportsektor eingesetzt werden, dann muss der Ökostromanteil bei ihrer Herstellung bei mehr als 90 % liegen, um verglichen mit fossilen Treibstoffen eine Klimaschutzwirkung zu erzielen. Würde hingegen der deutsche Strommix des Jahres 2018 verwendet, der einen spezifischen Treibhausgasausstoß von 542 g CO2e/kWh aufwies, dann würden diese E-Fuels drei- bis viermal so viel Treibhausgasemissionen produzieren wie fossile Kraftstoffe, die sie ersetzen würden. Einen effektiven Beitrag zum Klimaschutz können E-Fuels damit erst dann leisten, wenn die Stromerzeugung nahezu vollständig auf erneuerbare Energien umgestellt ist. Nicht zuletzt deshalb gilt ein nennenswerter positiver Beitrag zum Klimaschutz vor 2030 als unwahrscheinlich.
Besonders negativ wäre die Verwendung von emissionsintensivem Braunkohlestrom für die Brennstoffherstellung. So hätte z. B. ein sparsames Auto mit Gasmotor, das 40 kWh pro 100 km benötigt (ca. 4 l auf 100 km), jedoch E-Methan aus 100 % Braunkohlestrom verbrennt, mit ca. 774 g/CO2 pro km etwa sechsmal so hohe Emissionen wie ein Auto, das herkömmlichen fossilen Diesel tankt. Mit Stand 2023 ist es nicht möglich, mit E-Fuels eine Klimaneutralität zu erreichen. Unter der Annahme, dass bis 2035 die Emissionen von E-Fuel-Autos 70 % niedriger als die von fossil betriebenen Verbrennern lägen, würden E-Fuel-Autos mit 61 g CO2eq etwa fünf Mal so viele Treibhausgase freisetzen wie E-Autos mit 13 g CO2eq.
Problematisch sind aus Klimaschutzsicht ebenfalls sog. Lock-in-Effekte. So birgt das Hoffen auf die massenhafte Verfügbarkeit von E-Fuels in der Zukunft das Risiko, dass die Produktion hinter den Erwartungen zurückbleibt, was wiederum die Rolle von fossilen Energien im Energiesystem längerfristig zementieren würde. Zudem stellen E-Fuels eine mögliche Ablenkung von dem ohnehin dringend benötigten Umbau des Endenergieverbrauchs in Richtung der günstigeren und effizienteren Elektrifizierung dar.
Werden e-Fuels in der Luftfahrt verwendet, tritt selbst bei komplett CO2-neutraler Herstellung des verwendeten Stroms ein klimaerwärmender Effekt auf, da etwa zwei Drittel des Klimaeffektes des Flugverkehrs nicht durch die Kohlenstoffdioxid-Freisetzung verursacht werden, sondern durch sekundäre Klimaeffekte. Daher reduziert auch die Umstellung auf E-Kerosin, das mit 100 % Ökostrom hergestellt wurde, die klimatischen Auswirkungen des Flugverkehrs nur um etwa ein Drittel.

### Luftverschmutzung
Da E-Fuels in ihren Eigenschaften nicht von konventionellen Kraftstoffen unterscheidbar seien, sei davon auszugehen, dass sie auch nicht zu einer Verbesserung der Luftqualität beitragen könnten, da bei der Verbrennung ebenfalls Luftschadstoffe freigesetzt würden, so die Bundesregierung. Allerdings wäre zumindest bei Einsatz von OME eine praktisch rußfreie Verbrennung möglich. Innermotorisch könnte man dadurch die Vermeidung von Stickoxiden regeln. Für Schiffe sieht die IMO (International Maritime Organization) einen sehr großen Anteil von Ammoniak (NH3) als Kraftstoff bis zum Jahr 2050 vor.

## Rolle im Energiesystem
E-Fuels konkurrieren sowohl mit fossilen Brennstoffen, die sie potentiell ersetzen sollen, als auch mit anderen Klimaschutztechniken, insbesondere mit Techniken zur direkten Elektrifizierung von Verbrauchsektoren. Grundsätzlich erlaubt es die Vielseitigkeit von E-Fuels, fossile Brennstoffe praktisch 1:1 zu ersetzen, ohne dass dafür auf der Verbraucherseite große Investitionen stattfinden müssen. Diesem Vorteil stehen aber sehr große Kosten gegenüber, nicht zuletzt ein sehr niedriger Gesamtwirkungsgrad eines auf E-Fuels basierenden Energiesystems und damit auch die Notwendigkeit, ein Mehrfaches an Windkraft- und Solaranlagen zu installieren als bei Einsatz effizienterer Techniken. Bei einer ganzheitlichen Betrachtungsweise spielen für die Sinnhaftigkeit eines Einsatzes zudem nicht nur die reinen Kosten eine Rolle, sondern auch, welche Techniken den besten Klimaschutzeffekt versprechen (zumeist die direkte Elektrifizierung) und welche Techniken knappe Ressourcen wie Wasserstoff oder E-Fuels am effizientesten nutzen.
Nach einer Übersichtsarbeit von Ueckerdt et al. lassen sich im Hinblick auf die Sinnhaftigkeit des E-Fuel-Einsatzes vier verschiedene Endverbrauchssektoren unterscheiden:
1. Sektoren und Anwendungen, in denen die direkte Elektrifizierung günstiger ist als der Einsatz von E-Fuels. Hierzu zählen die Autoren u. a. batterieelektrische Autos, Wärmepumpenheizungen, Elektrokessel z. B. für den Einsatz in der Industrie, die Elektrostahlerzeugung im Lichtbogenofen.
2. Sektoren, in denen die direkte Elektrifizierung und der Einsatz von E-Fuels ähnliche Kosten aufweist oder es hohe Unsicherheiten diesbezüglich gibt. Beispiele hierfür sind Hochtemperaturanwendungen in der Industrie mit 400 °C und mehr, wie sie beispielsweise bei der Herstellung von Glas, Keramik und Zement benötigt werden, der Langstrecken-Schwerlastverkehr auf Straßen sowie die Wärmeversorgung von Gebäuden, die weder für Wärmepumpenheizungen noch Elektroheizungen geeignet sind und auch nicht an Fern- oder Nahwärmenetze angeschlossen werden können. Für diese schlagen sie technikneutrale Pfade vor.
3. Sektoren und Anwendungen, bei denen es nur begrenztes Potential für die direkte Elektrifizierung gibt, bei denen sich aber Wasserstoff oder E-Fuels als Lösungen anbieten. Hierzu zählen die Autoren den Langstrecken-Flugverkehr und die Schifffahrt, die Erzeugung von Grundstoffen für die (chemische) Industrie und die Rohstahlerzeugung aus Eisenerz.
4. Sektoren, bei denen weder durch direkte Elektrifizierung noch Wasserstoff oder E-Fuels Emissionen vermieden werden können und deswegen Techniken wie CCS eingesetzt werden sollten, die Emissionen durch Recycling oder Nutzung alternativer Materialien einsparen.

Als empfehlenswert sehen die Autoren die Nutzung von Wasserstoff bzw. E-Fuels nur in Gruppe 3 an, also in Sektoren, die kaum elektrifiziert werden können. Hingegen verweisen sie darauf, dass eine Priorisierung von leicht und günstig zu elektrifizierenden Sektoren (Gruppe 1) dazu führen könnte, dass sich nicht nur die Klimaschutzkosten insgesamt deutlich erhöhen würden, sondern gleichzeitig auch die Treibhausgasemissionen steigen würden, statt zurückzugehen. Um diesen und ähnlichen Problemen vorzubeugen, schlagen die Autoren daher eine E-Fuel-Merit-Order vor.
Eine 2023 publizierte Übersichtsarbeit der Nationalen Akademie der Wissenschaften Leopoldina, der Deutschen Akademie der Technikwissenschaften und der Union der deutschen Akademien der Wissenschaften, dei den Forschungsstand zusammenfasste, hielt fest, dass „Wasserstoff sowie wasserstoffbasierte synthetische Kraftstoffe für das Erreichen der Klimaneutralität eine entscheidende Rolle spielen“, ihr Einsatz hingegen „insbesondere als Feedstock in der Stahl- und Chemieindustrie, im internationalen Luft- und Schiffsverkehr sowie teilweise in schwer sanierbaren Gebäuden denkbar“ sei. Hingegen betonen die Forscher, dass in anderen Bereichen wie für die Bereitstellung von Niedertemperaturprozesswärme, im Pkw-Verkehr und in Neubauten „eine direkte Elektrifizierung angeraten“ sei, da diese sowohl günstiger sei als auch einen geringen Material- und Flächenverbrauch aufweise und Wasserstoff erst einmal knapp bleibe, der „nur eingesetzt werden sollte, wo die Vermeidungskosten einer Direktelektrifizierung sehr hoch sind oder wo eine Direktelektrifizierung technisch nicht darstellbar erscheint“.
Auch das Öko-Institut kam in einer vom Bundesministerium für Bildung und Forschung finanzierten Studie zum Ergebnis, dass strombasierte Energieträger langfristig wichtig würden, um die Pariser Klimaschutzziele zu erfüllen, ihre Nutzung aber erst dann sinnvoll sei, wenn ein Ökostromanteil von ca. 80 % im Jahresschnitt erreicht sei. Bis mindestens 2030 könnten strombasierte Energieträger keinen nennenswerten Klimaschutzbeitrag leisten, da die Herstellungskosten (auch im Vergleich zu anderen Klimaschutzmaßnahmen wie Effizienzsteigerungen und Elektrifizierung von Endanwendungen) zu hoch seien, manche Teilprozesse noch hochskaliert werden müssten und die Verfügbarkeit von ausreichend Ökostrom ein limitierender Faktor sei. Auch trügen strombasierte Energieträger nicht automatisch zur Minderung von Treibhausgasemissionen bei, sondern könnten die Emissionen verglichen mit fossilen Brennstoffen auch erhöhen, was der Fall wäre, wenn ihre Herstellung zu höherer Auslastung von fossilen Kraftwerken führte. Daher sollten Optionen zur Effizienzsteigerung und Verbrauchsreduktion sowie die Elektrifizierung mittels Wärmepumpenheizungen und Elektroautos Vorrang vor der Herstellung strombasierter Energieträger haben. Die Nutzung von strombasierten Stoffen sei zum Klimaschutz vor allem dann zweckmäßig, wenn sie „zusätzlich zur Nachfragevermeidung und zu Effizienzsteigerungen bzw. der Elektrifizierung von Anwendungen in Bereichen stattfindet, für die keine weiteren technischen Lösungen zur Verfügung stehen“. Daher solle eine Förderung eingeführt werden, bei der aber sichergestellt sei, „dass die Einführung strombasierter Stoffe nicht dazu führt, Transformationsprozesse der Anwendungssektoren hin zu effizienteren Technologien (z. B. Wärmepumpen, Elektromobilität) zu verzögern“. Zudem sei es geboten, regulatorisch sicherzustellen, dass strombasierte Energieträger auch tatsächlich zur Minderung der Treibhausgasemissionen beitragen, da bei ihrer Produktion ein Zielkonflikt zwischen ökonomisch und ökologisch optimalem Betrieb herrsche.

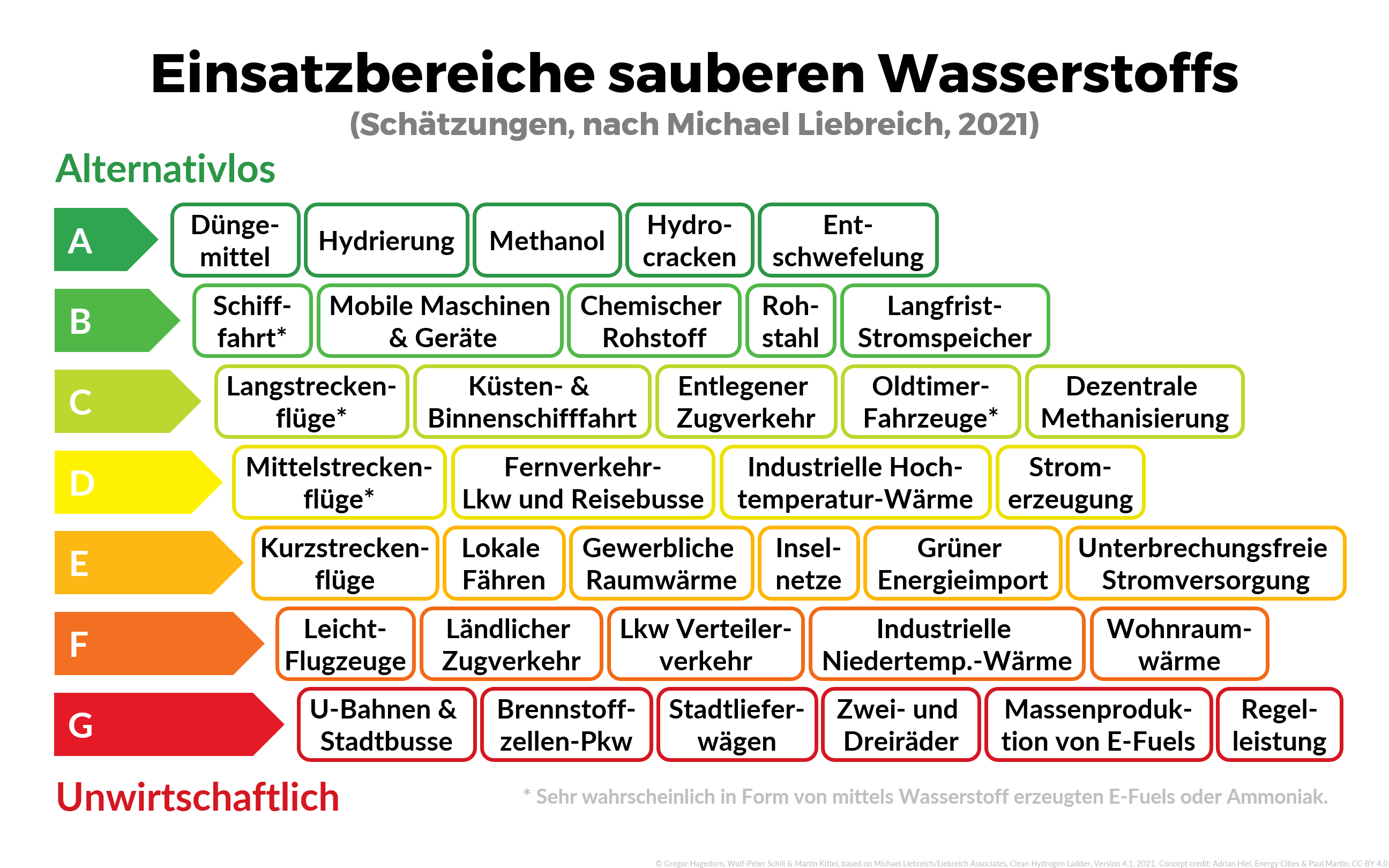
Einsatzbereiche von Wasserstoff gemäß M. Liebreich (2021)

In seiner Arbeit „The Clean Hydrogen Ladder“ stuft Michael Liebreich die Nutzung von Wasserstoff für die Massenherstellung von E-Fuels als unwirtschaftlich ein, während er andere Nutzungen wie Oldtimerkraftstoffe oder Langstreckenflüge als vertretbar einstuft.

## Kosten
Eine 2021 in Nature Climate Change erschienene Übersichtsarbeit kalkulierte für die Jahre 2020 bis 2025 Herstellungskosten 194 bis 226 Euro/MWh. Auf Benzin umgerechnet entspricht das etwa Herstellungskosten von 3,20 Euro, Steuern, Gewinne und Transportkosten nicht mit eingerechnet. Damit lägen die CO2-Vermeidungskosten bei ca. 800 Euro/Tonne für E-Benzin und ca. 1200 Euro für E-Methan. Zugleich weisen die Autoren darauf hin, dass dieses Szenario aufgrund der angenommenen Massenproduktion und der Tatsache, dass bisher nur wenige Prototypen und Demonstrationsanlagen existieren, eher hypothetisch ist. Aufgrund technischer Fortschritte und damit einhergehenden Investitionen in die Technik erwarten sie jedoch auf längere Zeit erheblich fallende Kosten. So halten sie für das Jahr 2050 E-Fuel-Kosten von 47–51 Euro/MWh für E-Benzin und 60–65 Euro/MWh für E-Methan für möglich. Das entspräche CO2-Vermeidungskosten von ca. 200 Euro/Tonne für E-Benzin und ca. 270 Euro/Tonne für E-Methan.
Diese Kosten legen den Autoren zufolge nahe, dass E-Fuels bei der gegenwärtig erwarteten Entwicklung der CO2-Preise in verschiedenen Handelssystemen wie dem EU-Emissionshandel realistischerweise nicht vor 2030 wirtschaftlich sein können, die CO2-Preise im Jahr 2050 E-Fuels aber wirtschaftlich machen könnten. Damit ergäben sich zwei Schlüsselergebnisse: So hätten E-Fuels
1. ab dem Zeitraum 2040–2050 die Möglichkeit, eine Backstop-Technik zu werden. Dies sei aber
2. nur dann realistisch, wenn die E-Fuel-Technik langfristig, d. h. mindestens zwei Jahrzehnte, kontinuierlich von der Politik gefördert würde, um die Technik wirtschaftlich zu machen.

Dabei zeige die große Differenz zwischen den Vermeidungskosten der E-Fuels und des CO2-Preises, wie hoch die Subventionierung von E-Fuels ausfallen müsse. Positiv auswirken könnte sich aber die Erhöhung des Klimaziels der EU, sodass möglicherweise bereits ab 2030 ausreichend hohe CO2-Preise herrschen würden.
Hauptgründe für die hohen Produktionskosten sind derzeit die Umwandlungsverluste und die fehlende industrielle Produktion. Eine Studie im Auftrag des Verbands der Automobilindustrie kam 2017 zu dem Ergebnis, dass die Kosten für E-Fuels zu diesem Zeitpunkt bis zu 4,50 € pro Liter Dieseläquivalent betrugen. Eine Senkung auf ca. 1,00 € pro Liter erscheine jedoch durch Importe von E-Fuels aus Regionen mit großen Ökostrommengen erreichbar. Andere Quellen nennen reine Herstellungskosten von 2 bis 2,50 Euro/Liter Kraftstoff für die Produktion im industriellen Maßstab, verglichen mit ca. 30–40 Cent für fossile Treibstoffe. Die Bundesregierung führt dazu aus, dass die erwartete Preisminderung bis zum Jahr 2030 mit Unsicherheiten verbunden sei. Auch die Arbeitsgruppe 1 der Nationalen Plattform „Zukunft der Mobilität“ geht davon aus, dass die Herstellungskosten der stromgenerierten Kraftstoffe auch bei einer positiven Kostenentwicklung deutlich über denen des fossilen Pendants liegen.
Hingegen wird von Seiten von einigen Autolobbyisten darauf verwiesen, dass bei der Nutzung von E-Fuels gegenüber der Elektromobilität der Vorteil darin liege, dass die bestehende Infrastruktur (Fahrzeuge, Tankstellen) weiter genutzt werden könne, da synthetische Kraftstoffe grundsätzlich dieselben Eigenschaften wie die konventionellen Kraftstoffvarianten aufweisen und diese somit ersetzen können.
Die Produktionskosten für regeneratives Methanol wurden 2021 mit ca. 800 bis 1600 USD/t für e-Methanol aus CO2 aus erneuerbaren Quellen und ca. 1200 bis 2400 USD/t für e-Methanol aus Kohlenstoffdioxid aus Direct Air Capture geschätzt. Der Preis für den Endverbraucher wird durch Transportkosten, Gewinne für Produzenten, Distributoren und Tankstellen, sowie ggf. durch Mineralöl- und Mehrwertsteuer, deutlich darüber liegen.
Der Unternehmensberater Bain & Company veröffentlichte im Juni 2023 eine Studie, die zu dem Ergebnis kommt, dass für die Produktion von 135 bis 250 Mio. Tonnen Sustainable Aviation Fuel (SAF), Investitionen in Höhe von 1,6 bis 2,1 Billionen US-Dollar notwendig sind. Diese Investitionen beinhalten 1,0 bis 1,4 Billionen Dollar für den Bau von Raffinerien für wasserstoffverarbeitete Ester und Fettsäuren (HEFA), Fischer-Tropsch-Kraftstoffe und Alkohol-zu-Jet-Kraftstoffe (ATJ) und 600 bis 700 Milliarden US-Dollar für Elektrolyse und Carbon Capture. Mit 135 Mio. Tonnen SAF kann im Jahr 2050, nach Angaben der Autoren, etwa 35 % des Weltbedarfs an Kerosin gedeckt werden. Der Weltmarkt für Kerosin wird für das Jahr 2028 auf etwa 250 Milliarden US-Dollar geschätzt.
Im Juli 2023 veröffentlichte die Lufthansa einen Politikbrief, in dem die Autoren von einem E-Fuel-Preis im Bereich der Luftfahrt ausgehen, der um den Faktor 10 über den gegenwärtigen Kerosinpreisen liegt.

## Gegenwärtiger Status
Vorangetrieben werden E-Fuels vor allem von der Mineralölindustrie, deren Absatz von einer Elektrifizierung der Fahrzeugflotte einen großen Einbruch erleiden würde. Mit Stand 2019 existieren lediglich Demonstrations- und Pilotanlagen. Entsprechend ist auch ein Verbrauch so gut wie nicht vorhanden. Auch die künftigen Produktionsmengen sind derzeit schwer abschätzbar: Die Bundesregierung gibt an, dass es für sie nicht möglich sei, belastbare, realistische Aussagen zu möglichen Produktionsmengen bzw. Produktionsmengen in Deutschland zu machen.
Der Mineralölkonzern Shell erklärte, dass PtX-Kraftstoffe in nennenswerten Mengen nicht vor dem Jahr 2030, teilweise auch noch später erwartet würden. Am 6. November 2019 ging am KIT im Rahmen der Kopernikus-Projekte eine Versuchsanlage in der Größe eines 40′-Containers in Betrieb, die mit Kohlendioxid aus Direct air capture derzeit etwa 10 Liter Treibstoff pro Tag herstellt. Der Ausbau auf 200 Liter pro Tag ist geplant. Während in Kanada die kommerzielle Anlage von Carbon Engineering aufgebaut wurde, dient die Anlage am KIT der Forschung an der praktischen Verbesserung des Wirkungsgrades, der für die Konstruktion im Endausbau auf 60 % hochgerechnet wurde. Dieser soll erreicht werden, indem unter anderem die Prozesswärme aus der Hochtemperatur-CO-Elektrolyse für weitere Prozessschritte wiederverwendet wird, zuletzt für die 95 °C, die das gesammelte CO2 aus dem Absorbermaterial treiben.
In Island wird aktuell eine Menge von über 4000 Tonnen e-Methanol pro Jahr produziert. Weitere großindustrielle Anlagen zur Herstellung von Methanol unter Einsatz von erneuerbarem Strom sind in Planung (siehe Artikel Methanolwirtschaft).
Ein großer Teil der Unternehmen, die eine Produktion von E-Fuels planen, konzentriert sich mit Stand 2022 auf Kraftstoffe für den Flugverkehr.
Eine Ausnahme ist die Pilotanlage Haru Oni in Chile, die im Dezember 2022 eröffnet wurde. Sie produziert Methanol und zusätzlich ca. 130.000 Liter E-Fuel für den Autoverkehr pro Jahr. Diese Menge sollte in der Zukunft gesteigert werden, betrug aber im Jahr 2024 nur 100.000 Liter.